# Across from Midnight
Across from Midnight es el decimosexto álbum de estudio del músico británico Joe Cocker, publicado por la compañía discográfica Parlophone en 1997.

## Lista de canciones
1. "Tonight" – 4:49 (Max Carl, Greg Sutton)
2. "Could You Be Loved" – 5:47 (Bob Marley)
3. "That's All I Need to Know" – 4:05 (Graham Lyle, Eros Ramazzotti, Vladi Tosetto)
4. "N'Oubliez Jamais" – 4:43 (Jim Cregan, Russ Kunkel)
5. "What Do I Tell My Heart?" – 5:00 (Rick Neigher, John Shanks)
6. "Wayward Soul" – 4:16 (Brenda Russell, Mark Cawley)
7. "Loving You Tonight" – 4:38 (Christopher Difford, Glenn Tilbrook)
8. "Across from Midnight" – 4:57 (Leann White, Tony Joe White)
9. "What Do You Say?" – 4:42 (Dean Grakal, Greg Sutton)
10. "The Last One to Know" – 3:30 (Bob Thiele, Greg Sutton)
11. "That's the Way Her Love Is" – 2:44 (Stephen Allen Davis)
12. "Need Your Love So Bad" – 5:19 (Mertis John Jr.)

## Personal
- Joe Cocker – voz
- Matt Backer – guitarra
- Ronnie Johnson – guitarra
- Michael Landau – guitarra
- Graham Lyle – guitarra acústica
- Dean Parks – guitarra acústica, guitarra de doce cuerdas y wah wah
- Tim Pierce – guitarra
- Tim Renwick – guitarra
- Nigel Spennywin – guitarra
- Glenn Tilbrook – guitarra y coros
- James Hutchinson – bajo
- Phil Spalding – bajo y coros
- Neil Stubenhaus – bajo
- Garry Hughes – sintetizador
- Steve Pigott – teclados
- Chris Stainton – piano y Fender Rhodes
- C. J. Vanston – sintetizador, órgano Hammond, Fender Rhodes y orquestación
- Dan Higgins – saxofón
- Jamie Talbot – saxofón
- Bill Reichenbach Jr. – trombón
- Gary Grant – trompeta
- Jerry Hey – trompeta
- Steve Sidwell – trompeta
- Mark Feltham – armónica
- Kenny Aronoff – batería
- Geoff Dunn – batería
- John "J.R." Robinson – batería
- Miles Bould – percusión
- Luis Conte – percusión
- Rafael Padilla – percusión
- Alexandra Brown – coros
- Chris Difford – coros
- Joey Diggs – coros
- Claudia Fontaine – coros
- Mortonette Jenkins – coros
- Marlena Jeter – coros
- Tessa Niles – coros
- Juliet Roberts – coros
- Lamont VanHook – coros
- Fred White – coros

## Posición en listas
| País              | Lista                 | Posición |
| ----------------- | --------------------- | -------- |
| Alemania          | Media Control Charts  | 3        |
| Austria           | Austrian Albums Chart | 3        |
| Bélgica (Flandes) | Ultratop 200          | 3        |
| Bélgica (Valonia) | Ultratop 200          | 2        |
| Francia           | SNEP Albums Chart     | 5        |
| Noruega           | VG-lista Albums Chart | 7        |
| Nueva Zelanda     | Recorded Music NZ     | 27       |
| Países Bajos      | Dutch Top 40          | 2        |
| Reino Unido       | UK Albums Chart       | 94       |
| Suecia            | Swedish Albums Chart  | 37       |
| Suiza             | Swiss Albums Chart    | 4        |

| Sencillo             | País        | Lista            | Posición |
| -------------------- | ----------- | ---------------- | -------- |
| «Could You Be Loved» | Reino Unido | UK Singles Chart | 96       |

## Certificaciones
| País     | Organismo certificador | Certificación | Ventas certificadas | Ref.   |
| -------- | ---------------------- | ------------- | ------------------- | ------ |
| Alemania | BVMI                   | Platino       | 500 000             | [ 14 ] |
| Francia  | SNEP                   | Platino       | 300 000             | [ 15 ] |
| Suiza    | IFPI                   | Platino       | 50 000              | [ 16 ] |